# Forbesnonne
Die Forbesnonne (Lonchura forbesi) ist eine Art aus der Familie der Prachtfinken. Es werden keine Unterarten unterschieden, allerdings wird die Mohrennonne gelegentlich als nordwestlicher Vertreter dieser Art eingestuft. Trotz des kleinen Verbreitungsgebietes wird diese Art von der IUCN als nicht gefährdet eingestuft.

## Beschreibung
Die Forbesnonne erreicht eine Körperlänge von zehn Zentimeter. Ein Sexualdimorphismus ist nicht vorhanden. Der Kopf, die Kehle und der Hals sind schwarz gefiedert. Der Rücken und die Flügeldecken sind rotbraun. Die Schwingen sind dunkelbraun, die einzelnen Federn sind an der Außenfahne rotbraun gesäumt. Die Oberschwanzdecken und die Säume der dunkelbraunen Schwanzfedern sind bräunlich goldgelb. Die Kopfgegend und die Körperunterseite sind rötlich hellbraun. Die hinteren Körperseiten, die Schinkel, der Hinterbauch und die Unterschwanzdecken sind dagegen schwarz.

## Verbreitung und Lebensweise
Das Verbreitungsgebiet der Forbesnonne ist die Insel Neuirland im Bismarck-Archipel. Sie kommt auf dieser Insel stellenweise häufig vor. Ihr präferierter Lebensraum ist Grasland bis in Höhenlagen von 1000 Metern. Die bevorzugte Nahrung der Forbesnonne sind Grassamen. Ansonsten ist über die Verhaltensweise dieser Art nur sehr wenig bekannt. Es liegen auch keine Beobachtungen aus Gefangenschaftshaltung vor.

## Belege

### Einzelbelege
1. ↑   Nicolai et al., S. 272
2. ↑   BirdLife Species Factsheet, aufgerufen am 4. Juli 2010
3. ↑   Nicolai et al., S. 273